# مدال افتخار: زیرزمین
مدال افتخار: زیرزمین (به انگلیسی: Medal of Honor: Underground) یک بازی ویدئویی به سبک تیراندازی اول شخص و عنوان دومین قسمت از مجموعه بازی‌های مدال افتخار و دنباله نسخهٔ مدال افتخار (۱۹۹۹) است. این بازی که مرتبط با جنگ جهانی دوم می‌باشد در سال ۲۰۰۰ توسط دریم‌ورکس اینتراکتیو توسعه یافته و به‌وسیلهٔ شرکت بازیسازی الکترونیک آرتس برای کنسول پلی‌استیشن عرضه شد.

## داستان بازی
فرانسه در سال 1940 توسط آلمان نازی اشغال شده است. مانون برادرش را در جریان یک سرقت از دست میدهد. او ماموریت هایی را برای نیرو های مقاومت انجام می دهد تا زمانی که OSS او را پیدا می کند و توسط آنها استخدام می شود، که او را در سراسر آفریقای شمالی و اروپا مأمور می کنند تا حمله نازی ها و نقشه های تهاجم آن ها را در 1944 خنثی کند، همان زمانی که مانون برای کمک به آزادی پاریس و انتقام ژاک باز می گردد.